# Люминесцентная сепарация
Люминесцентная сепарация (англ. luminiscence separation; нем. Lumineszenzseparation f, Lumineszenzscheidung f) — радиометрический процесс разделения минералов, основанный на способности их светиться под действием ультрафиолетовых и рентгеновских лучей.
По способу возбуждения выделяют:
- рентгенолюминесцентную и
- фотолюминесцентную сепарацию.

По режиму сепарации:
- кусковую для слабоконтрастных руд,
- поточную — для высококонтрастных руд при малом содержании минерала.

Спектральный состав люминесцентного излучения зависит:
- от строения кристаллических решёток минерала (его свойств);
- от содержания люминесцирующих примесей (люминогенов);
- содержания примесей-гасителей люминесценции;
- условий исследования (температуры, влажности минерала).

Люминесцентная сепарация используется при обогащении полезных ископаемых, содержащих минералы-люминофоры, (алмазосодержащие, шеелитовые, флюоритовые, циркониевые, апатитовые, сподуменовые и др. руды). Иногда люминесценция может быть вызвана присутствием люминогенов (уран, редкоземельные элементы). Примеси железа, никеля иногда становятся гасителями люминесценции. Кроме того, гашение наблюдается при повышении температуры. Нагревание алмаза до 1200 °C вызывает полное гашение свечения.
Впервые люминесцентная сепарация была использована в 1930-х годах для изучения алмазосодержащих руд. Метод и аппаратура были разработаны советским учёным М. В. Богословским.